# Джефф Гарві
Джеффрі Джон Гарві (англ. Geoff Harvey; 6 серпня 1935 Лондон, Велика Британія — 30 березня 2019 р. Голд-Кост, Австралія) — англо-австралійський музикант, піаніст, диригент, музичний керівник і телевізійний діяч, який працював на австралійському телеканалі Nine Network протягом 38 років. Відомий, перш за все, своїми виступами на телешоу «The Mike Walsh Show» і «Midday», а також він написав велику кількість пісень для тематичних програм.

## Біографія
Гарві народився 6 серпня 1935 року в Англії у місті Лондон, та пережив Бліцкриг під час Другої світової війни. Він ріс у родині музикантів: батько грав на скрипці, а мати — на фортепіано. Малий Джофрі почав грати на фортепіано і органі у віці шести років, коли йому виповнилося вісім, він грав у місцевій католицькій церкві. До 14 років Гарві грав у Вестмінстерському соборі. У 15 він почав працювати саксофоністом у групі ірландського клубу «Round Towers» в місті Холовей Род, що на півночі Лондона. Після закінчення навчання та національної служби він почав грати у джаз-клубі, який гастролював по всій Європі.

## Телеканал «Nine Network»
Гарві приїхав до Австралії на початку 1960-х, щоб приєднатися до EMI Records, а потім працював у HMV, випускаючи з Брайаном Девісом записи для лейблу. Він планував перебувати в Австралії лише один рік, проте вирішив залишитися, знайшовши роботу на новому телеканалі. У 1961 році Гарві розпочав кар'єру на каналі «Nine Network», і почав працювати над шоу Боба Роджерса «Tonight Show». У 1963 році Джофрі був призначений музичним директором «Tonight with Dave Alle», а потім працював над шоу «John Laws Show», «Tonight Show with Charlie Brill and Mitzi McCall», «Bandstand», «Barry Crocker's Sound of Music» and «The Don Lane Show». Гарві досягнув успіху на посаді музичного директора «The Mike Walsh Show». та його наступного проекту «Midday». Під час запуску програми він наймав три бенди, кожного групу змінювали через тиждень. Джефрі твердо виступав за живу музику на телебаченні і часто боровся з управлінням каналу. Впродовж своєї роботи на «Nine» він писав тематичні пісні для таких телепрограм, як «A Current Affair», «Today», «Sunda» і "The Sullivans', остання з них була складена для кузина його першої дружини. З 1984 по 2002 рік, Гарві був також музичним директором «Carols by Candlelight» на концертній площадці «Sidney Myer Music Bowl» в Мельбурні, а в 2003 році його наступник Джон Форман обійняв цю посаду.